# Loma de San Nicolás, Veracruz
Loma de San Nicolás är en ort i Mexiko.   Den ligger i kommunen Juchique de Ferrer och delstaten Veracruz, i den sydöstra delen av landet, 260 km öster om huvudstaden Mexico City. Loma de San Nicolás ligger 386 meter över havet och antalet invånare är 247.
Terrängen runt Loma de San Nicolás är kuperad åt nordost, men åt sydväst är den bergig. Runt Loma de San Nicolás är det ganska tätbefolkat, med 75 invånare per kvadratkilometer. Närmaste större samhälle är Misantla, 17,9 km nordväst om Loma de San Nicolás. I omgivningarna runt Loma de San Nicolás växer i huvudsak städsegrön lövskog.